# Blake Corum
Blake Nolan Corum (Marshall, 25 novembre 2000) è un giocatore di football americano statunitense che milita nel ruolo di running back per i Los Angeles Rams della National Football League (NFL).

## Carriera universitaria

### Stagione 2020
Corum si iscrisse all’Università del Michigan nel gennaio 2020. Nel primo semestre a Michigan si fece notare sia per il suo tempo di 4,4 secondi sulle 40 yard che sul piano accademico.
Debuttò con i Wolverines il 24 ottobre nella prima gara stagionale contro Minnesota, partendo come titolare. Nel turno successivo segnò i suoi primi due touchdown contro i rivali di Michigan State. Nella sua prima stagione disputó tutte le 6 partite, correndo 77 yard e ricevendo 5 passaggi per 73 yard.

### Stagione 2021
Prima della stagione 2021, Sports Illustrated scrisse che Corum era destinato a disputare un’annata di alto livello. Nelle prime due partite corse 282 yard su 35 possessi.
Contro Washington corse un nuovo primato personale di 171 yard segnando 3 touchdown, di cui uno da 67 yard.
Il 18 settembre Corum divenne il primo giocatore di Michigan da Denard Robinson nel 2011 a correre 100 yard per tre gare consecutive. La sua stagione si chiuse con 956 yard corse e 11 touchdown in 12 presenze, nessuna delle quali come titolare.

### Stagione 2022
Il 17 settembre Corum pareggiò il record dell’era moderna di Michigan con 5 touchdown su corsa contro Connecticut. Fu inoltre il primo giocatore di Michigan a segnare quattro touchdown nel primo tempo da Ed Shuttlesworth.
Il 24 settembre Corum corse un nuovo primato personale di 243 yard (il massimo dei Wolverines dal 2010) e due touchdown nella vittoria per 34–27 su Maryland.
Corum proseguì con 133 yard corse contro Iowa il 1º ottobre, 124 yard contro Indiana l’8 ottobre, 166 yard contro Penn State il 15 ottobre e 177 yard contro Michigan State il 29 ottobre. Per le sue prestazioni contro Maryland e Michigan State fu premiato come giocatore offensivo della settimana della Big Ten Conference.
Il 19 novembre Corum si infortunò a un menisco e al legamento mediale collaterale contro Illinois giocando a sprazzi il resto della partita. La settimana successiva provò a scendere in campo contro gli acerrimi rivali di Ohio State, dove corse due volte per 6 yard nel primo drive prima di lasciare la gara e tornare in campo solo nell’ultima azione per i festeggiamenti della vittoria.
Al momento dell’infortunio, Corum era uno dei favoriti per la vittoria dell’Heisman Trophy. Il 1º dicembre 2022 fu annunciato che Corum si sarebbe sottoposto a un intervento chirurgico al ginocchio, chiudendo la sua stagione prima della finale della Big Ten e della partita di semifinale dei College Football Playoff.
Complessivamente nel 2022 Corum corse 1.463 yard, 18 touchdown su corsa e uno su ricezione. Si classificò settimo nell’Heisman Trophy, e fu premiato unanimemente come All-American.

### Stagione 2023
Il 9 gennaio 2023 Corum annunciò che avrebbe fatto ritorno a Michigan per la sua ultima stagione.
Durante l’intervallo di una gara della squadra di pallacanestro di Michigan in febbraio, Corum disse alla folla che garantiva la vittoria del titolo nazionale nella stagione a seguire.
Il 14 ottobre 2023 Corum corse 13 volte per 52 yard, diventando il decimo giocatore della storia dell’istituto a correre 3.000 yard in carriera. Inoltre con 2 touchdown su corsa salì al terzo posto nella storia dei Wolverines con 43 marcature su corsa. Il 4 novembre salì al secondo posto con 3 touchdown contro Purdue.
Il 18 novembre 2023 Corum corse 94 yard e 2 touchdown, salendo all’ottavo posto della storia di Michigan con 3.380 yard e pareggiando il record stagionale assoluto dei Wolverines per touchdown su corsa.
Il 25 novembre 2023, nella vittoria su Ohio State, Corum corse 88 yard e 2 touchdown, appropriandosi del record di touchdown su corsa con 22. Fu l’unico giocatore della FBS a segnare in ogni partita nel 2023.
Il 2 dicembre 2023, con due touchdown nella finale della Big Ten, pareggiò Anthony Thomas per il record di touchdown su corsa in carriera dei Wolverines.

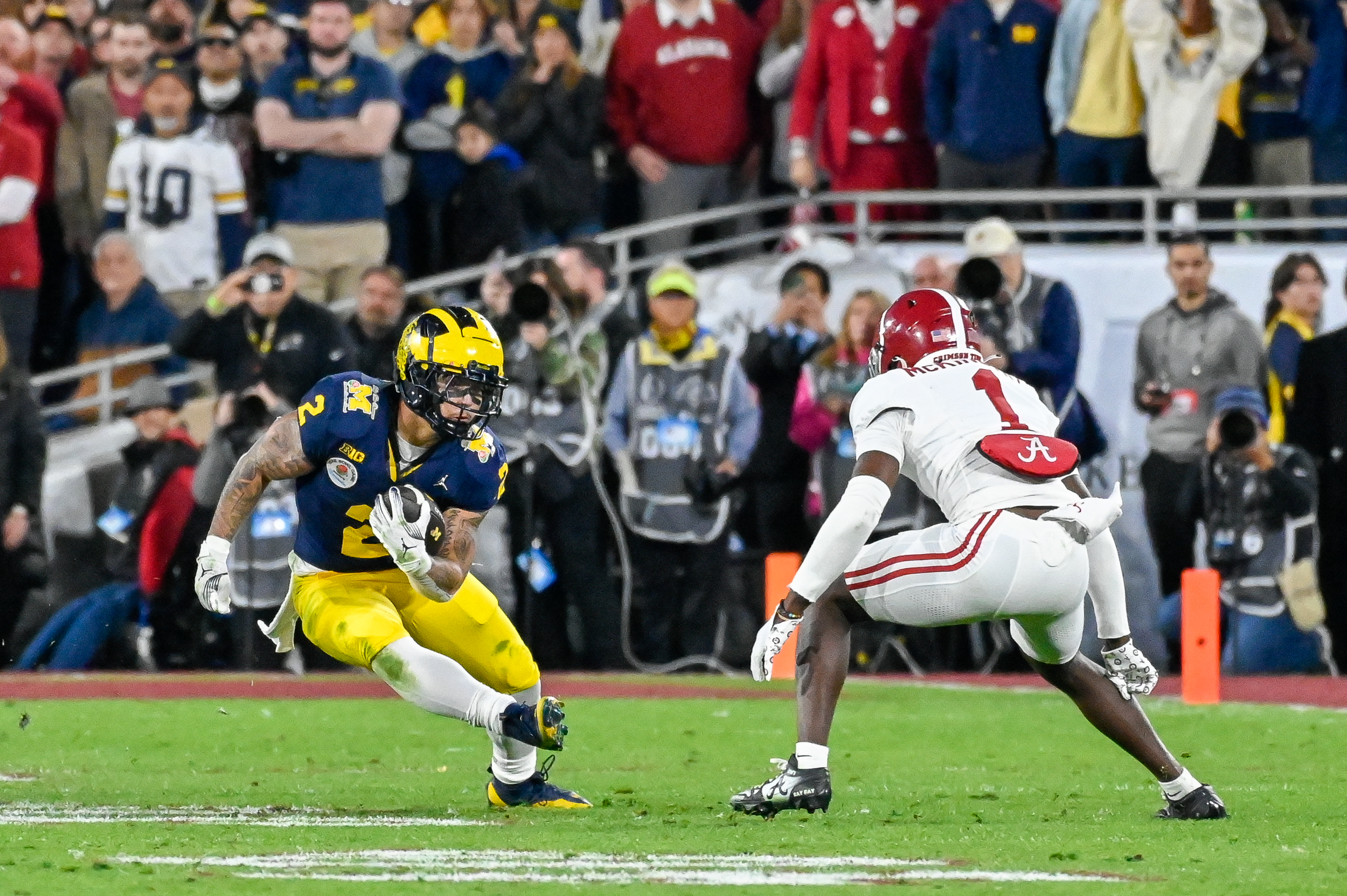
Corum nel Rose Bowl 2024 contro Kool-Aid McKinstry di Alabama

Il 1º gennaio 2024, durante il Rose Bowl contro Alabama, Corum corse 83 yard e segnò due touchdown, uno su corsa e uno su ricezione, incluso quello della vittoria nei tempi supplementari mandò Michigan alla finale del campionato nazionale.
L’8 gennaio 2024 Michigan affrontò i Washington in finale con Corum che partì come titolare. Nell’ultima giocata del primo quarto corse 59 yard, l’azione più lunga della partita. Chiuse con 21 corse per 134 yard e 2 touchdown, venendo premiato come miglior giocatore offensivo della gara. Corum (134 yard) e Donovan Edwards (104 yard) divennero inoltre la prima coppia di compagni a correre più di 100 yard nella storia della finale dei College Football Playoff. Chiuse la stagione con i record stagionali di Michigan con 27 touchdown su corsa e 168 punti segnati, quest’ultimo anche un record della Big Ten. La sua carriera nel college football si chiuse come primatista di tutti i tempi dei Wolverines in touchdown su corsa (58), touchdown totali (61) e punti segnati (366).

## Carriera professionistica
Corum fu scelto nel corso del terzo giro (83º assoluto) del Draft NFL 2024 dai Los Angeles Rams. Debuttò come professionista subentrando nella gara del primo turno contro i Detroit Lions. La settimana successiva tentò le prime corse, terminando con 8 portate per 28 yard nella sconfitta contro gli Arizona Cardinals. Nell'ultimo turno si fratturò un avambraccio contro i Seattle Seahawks, venendo costretto a saltare tutti i playoff. La sua prima stagione regolare si chiuse così con 207 yard corse disputando tutte le 17 partite, di cui una come titolare.